# Luigi Saccavino
Luigi Saccavino (Udine, 20 febbraio 1926) è un ex calciatore italiano.

## Carriera
Centrocampista dotato di buon fisico e grande tenacia, esordisce tra le file dell'Udinese, per poi passare all'Atalanta, dove non riesce a ritagliarsi spazio tanto da giocare l'intero campionato con la squadra riserve.
Viene quindi mandato in prestito prima al Mantova (in Serie B) e poi alla Sanremese (in Serie C), per fare ritorno a Bergamo nella stagione 1949-50. Con i neroazzurri disputa tre stagioni in Serie A, senza tuttavia riuscire a conquistarsi un posto fisso in squadra.